# Розовское муниципальное образование
Розовское муниципальное образование — сельское поселение в Советском районе Саратовской области Российской Федерации.
Административный центр — село Розовое.

## История
Статус и границы сельского поселения установлены Законом Саратовской области от 29 декабря 2004 года N 119-ЗСО «О муниципальных образованиях, входящих в состав Советского муниципального района».

## Население
| 2010  | 2011  | 2012  | 2013  | 2014  | 2015  | 2016  |
| ----- | ----- | ----- | ----- | ----- | ----- | ----- |
| 1460  | ↘1457 | ↘1437 | ↘1432 | ↗1433 | ↗1449 | ↘1414 |
| 2017  | 2018  | 2019  | 2020  | 2021  |       |       |
| ↘1411 | ↘1398 | ↘1356 | ↘1332 | ↘1139 |       |       |

## Состав сельского поселения
| № | Населённый пункт | Тип населённого пункта       | Население |
| - | ---------------- | ---------------------------- | --------- |
| 1 | Розовое          | село, административный центр | ↘1458     |
| 2 | Урожайный        | село                         | ↘2        |